# Hans Struth

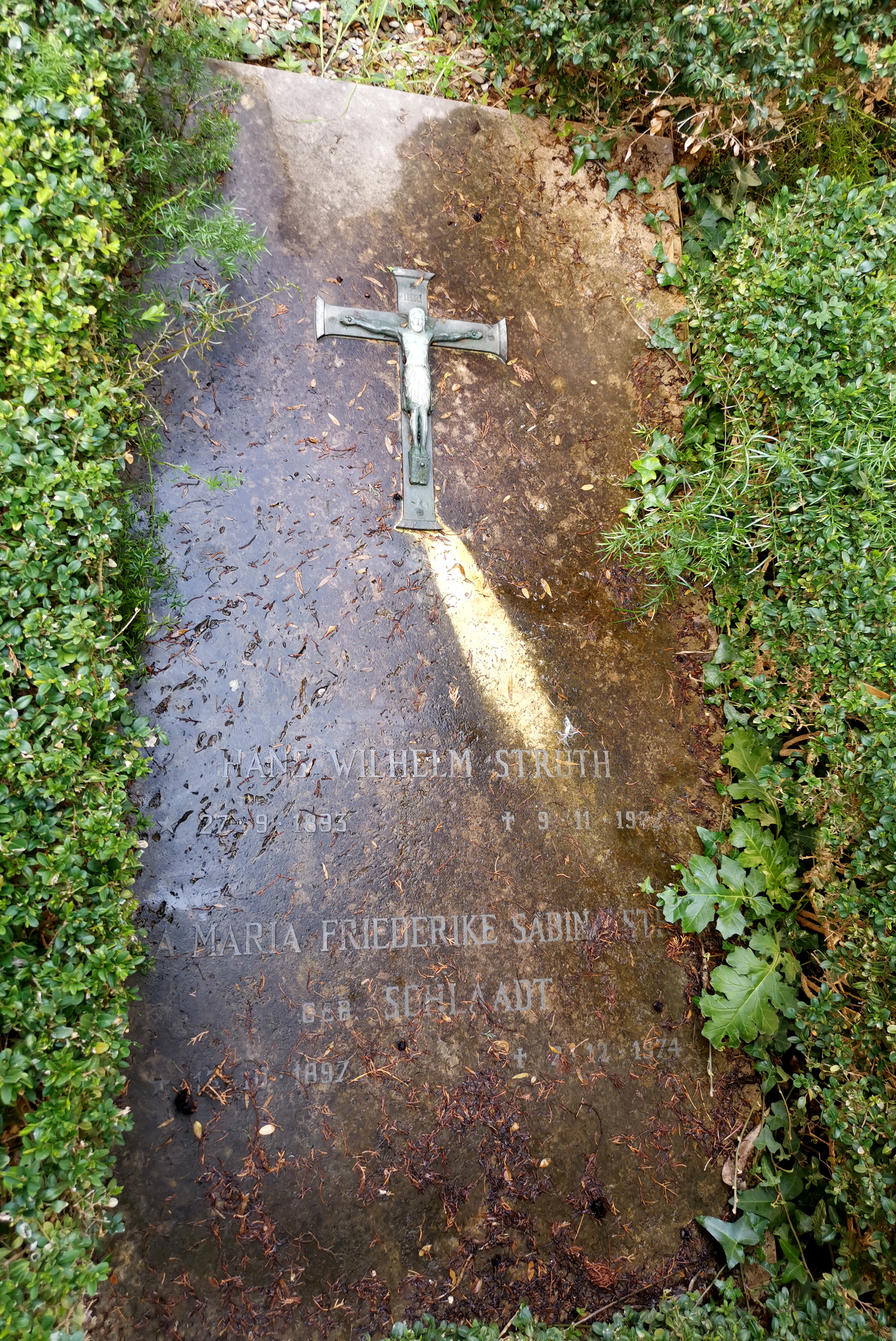
Grab auf dem Campo Santo Teutonico, Rom

Hans Wilhelm Struth (* 27. September 1893 in Frankfurt am Main; † 9. November 1972 in Köln) war ein deutscher Verleger.

## Leben
Hans Struth, Sohn des Mainzer Stadtbaumeisters Valentin Struth in Frankfurt am Main geboren, wollte zunächst katholischer Priester werden, gab den Wunsch aber auf. Er studierte Philosophie und Rechtswissenschaften in Deutschland, Niederlanden und der Schweiz. Während seines Studiums wurde er 1913 Mitglied der KDStV Hercynia Freiburg im Breisgau.
1925 gründete er das Werk des Presseapostolats in Köln, später den Verlag Hans Struth KG im Hansahaus in Köln. 1931 gründete er den Feuerreiterverlag Hans Struth KG und wurde Chefredakteur der katholischen Illustrierten Der Feuerreiter. 1962 verkaufte er den Feuerreiter an den Sebaldus-Verlag in Nürnberg.
Struth gründete 1946 Fides Romana, eine Laienvereinigung von katholischen deutschen Männern und war deren Präsident. 1964 wurde die Vereinigung inaktiv.
Hans Struth wurde von Papst Pius XII. zum Päpstlichen Ehrenkämmerer mit Degen und Mantel (it. Camerieri d’Onore di Spada e Cappa) ernannt. Am 8. Dezember 1962 erhielt er in Rom den Ritterschlag zum Ritter vom Heiligen Grab zu Jerusalem.
Über viele Jahre unterstützte das Ehepaar Struth wiederholt die Aufgaben der Erzbruderschaft zur schmerzhaften Muttergottes der Deutschen und Flamen mit namhaften Zuwendungen. Nach dem Tod von Ehefrau Olga am 2. Dezember 1974 wurden beide in Rom am Campo Santo Teutonico im Vatikan bestattet (Grabplatz ACST: GA-Struth-C III, 5).
1993 wurde der Nachlass von Hans Struth der Katholischen Universität Eichstätt übergeben; Teile des Nachlasses befinden sich im Historischen Archiv des Erzbistums Köln.